# Manchester City Academy Stadium
El Academy Stadium es un estadio de fútbol ubicado en Sportscity, localidad de Mánchester en Reino Unido. En el escenario juega como local el Manchester City Femenino.
El escenario deportivo acogerá tres partidos de la Eurocopa Femenina 2022.
- Datos: Q18640314
- Multimedia: Academy Stadium / Q18640314